# Chromosfeer

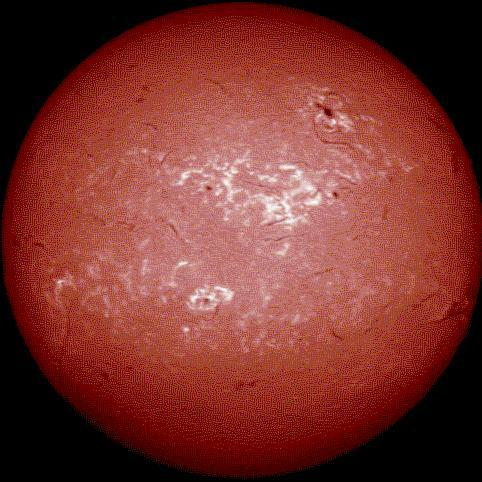
De zon, gezien door een telescoop met een H-alpha filter

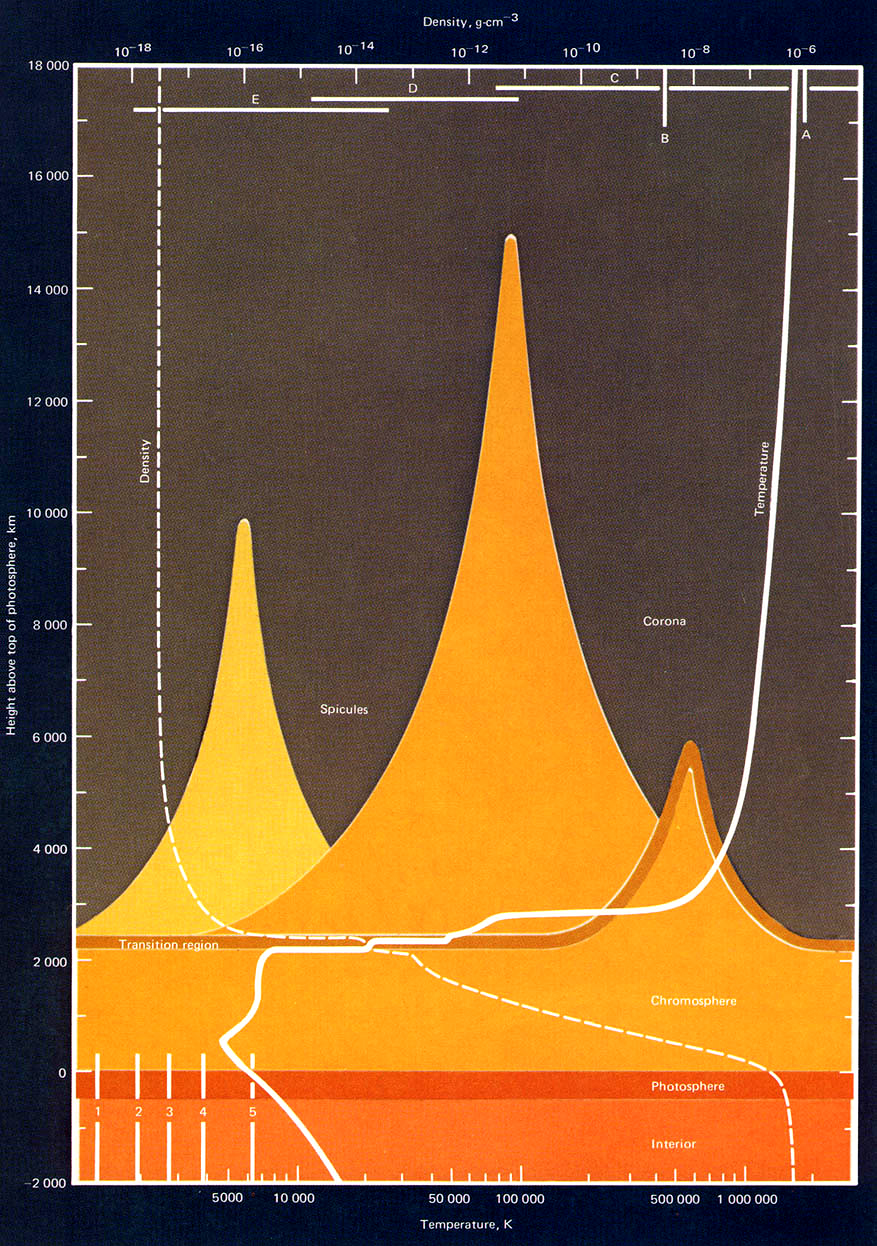
Weergave van de temperatuur (vaste curve) en dichtheid (onderbroken curve) van chromosfeer tussen de lagere fotosfeer (donkeroranje) en de dunnere lagen van de atmosfeer.

De chromosfeer is een laag in de atmosfeer van de zon (en van andere sterren) boven de fotosfeer en onder de corona. De chromosfeer van de zon strekt zich uit van ongeveer 300 of 500 km tot ongeveer 2000 km boven het zonsoppervlak. Verrassend is dat in de chromosfeer de temperatuur niet daalt maar stijgt met toenemende hoogte: op de grens met de fotosfeer is de temperatuur ongeveer 4500 kelvin, maar aan de bovenkant van de chromosfeer is dat al ongeveer 10.000-30.000 K, en daarbuiten ligt een zone waar de temperatuur snel verder oploopt tot meer dan 1.000.000 K in de corona. De dichtheid van het gas in de chromosfeer ligt tussen 0,01 g/m3 op de rand met de fotosfeer, en ongeveer 10−7 g/m3 bij het begin van de overgangszone naar de corona.

## Het licht van de chromosfeer
Doordat de chromosfeer veel ijler is dan de fotosfeer, zendt zij veel minder licht uit en wordt ze alleen zichtbaar als tijdens totale zonsverduisteringen de fotosfeer is afgedekt door de maan. De chromosfeer is dan zichtbaar als een dunne, lichtrode ring, die de chromosfeer ook zijn naam heeft gegeven (van Oudgrieks χρῶμα, 'chrōma', kleur). De rode kleur komt van zogeheten Halfa-emissiestraling van waterstof.
Het spectrum van de chromosfeer is het spiegelbeeld van dat van de fotosfeer: waar de fotosfeer een continu spectrum heeft, onderbroken door absorptielijnen, bestaat het spectrum van de chromosfeer juist uit emissielijnen op de plaatsen waar de fotosfeer absorptie vertoont (zo heeft de fotosfeer op de plaats van de genoemde Halfa een donkere lijn). Dit geeft een middel om ook buiten zonsverduisteringen de chromosfeer waar te nemen: door namelijk met een smal kleurfilter te kijken in het licht van een spectraallijn waar de fotosfeer niet, maar de chromosfeer wel straalt. Behalve de rode waterstof Halfa-lijn worden hiervoor ook vaak violette calciumlijnen gebruikt.
De achtergrond hiervan is dat fotonen van de meeste kleuren (golflengten) weliswaar van de zon "los"komen ter hoogte van de fotosfeer; maar fotonen die precies de energie hebben van een spectraallijn worden daarna, op weg naar het heelal, nog een aantal keren door atomen ingevangen en opnieuw uitgezonden, tot ze pas ter hoogte van de chromosfeer vrijkomen. Wij op aarde zien die fotonen dus uit de chromosfeer komen in plaats van uit de fotosfeer; anders gezegd, in het licht van zo'n spectraallijn nemen we niet de fotosfeer waar, maar de chromosfeer.

## Verschijnselen in de chromosfeer
Aan de rand van de zon zijn in de chromosfeer snel veranderende sprietachtige uitlopers van de fotosfeer zichtbaar, spiculen geheten. Op de zonneschijf zelf is in de chromosfeer een korrelig patroon zichtbaar, enigszins vergelijkbaar met de granulatie in de fotosfeer, maar waziger. Ten slotte zijn er vaak uitbarstingen van wolken stromend gas in de corona te zien met afmetingen van honderdduizenden kilometers. Deze protuberansen komen qua samenstelling en temperatuur overeen met de chromosfeer, en kunnen daaruit opstijgen en er weer in terugzakken. Ze bewegen langs magnetische krachtlijnen.
De energie die in de magnetische velden op de zon is vervat, moet de oorzaak zijn van het feit dat de temperatuur van de chromosfeer naar buiten toe stijgt, in plaats van daalt zoals je zou verwachten. Volgens welk mechanisme deze opwarming van het gas in chromosfeer en corona verloopt, wordt intensief onderzocht, maar een eenduidige verklaring is er nog niet.